# Teràpia sexual
La teràpia sexual és un conjunt d'estratègies per tractar disfuncions de l'acompliment sexual quan no hi ha etiologia  mèdica (fisiològica), o com a complement al tractament del metge.

## Avaluació
La teràpia sexual requereix una avaluació rigorosa que inclou l'examen mèdic i el psicològic. La raó d'això és que les disfuncions sexuals poden tenir base somàtica, base psicògena o ambdues. Un exemple clar és la disfunció erèctil (de vegades encara anomenat "impotència"), l'etiologia pot incloure, per una banda, problemes  circulatoris, i de l'altra, ansietat d'acompliment.

## Estratègies de tractament
- Focalització sensorial: Una sèrie d'exercicis, durant els quals s'emfatitza les carícies sensuals no genitals. És important destacar que durant la implementació d'aquesta estratègia, encara que hi hagi excitació sexual, no ha de procedir genitalment. Durant una segona fase, les carícies arriben als pits i als  genitals, però encara no hi ha coit.
- Plaers (pleasuring): És molt semblant a les fases avançades de la focalització sensorial. En ell, un dels membres de la parella acaricia els genitals de l'altra sense haver coit. A discreció del terapeuta, pot variar amb un dels membres de la parella acte-administrant les carícies. Cal notar que el plaers no només es pot utilitzar de manera  terapèutica, sinó també com una forma de millorar la comunicació sexual d'una parella sense que hi hagi disfunció.
- Encaixada: Tècnica que s'usa principalment per tractar l'ejaculació precoç. Consisteix a prémer el  penis erecte a sota del gland, d'una forma particular, per provocar que es perdi una mica l'erecció i així retardar l'arribada de l'ejaculació.
- Tècnica de parada-arrencada de Semans, aplicada també a l'ejaculació precoç.
- Maniobra del pont o Tècniques d'apuntalament: Per tractar l'anorgàsmia coital, el tractament busca el plaer orgàsmic  clitoridi, després combinar-ho amb el coit, i així, associar l'orgasme que la dona presenta, amb l'orgasme buscat (coital).
- Tractament de Hulbert iTractament sexual i marital de Zimmer: pel baix desig sexual femení.
- Teràpia sexual racional-emotiva: Durant la mateixa època que Masters i  Johnson feien les seves investigacions, Albert Ellis va començar a publicar (1958 i anys següents) una sèrie d'escrits on es proposaven estratègies cognitives i conductuals per a la superació de dificultats. Consisteix en la identificació i modificació d'idees irracionals i mites per mitjà de tècniques de reestructuració cognitiva, tècniques d'atac a la vergonya, exercicis conductuals de risc controlat, assertivitat, comunicació, etc.

### Exemple d'enfocament clínic
Quan una persona arriba a la consulta d'un psicòleg exposa tot un seguit de motius pels quals considera que té un problema sexual. En la majoria dels casos el problema és que algun dels seus genitals "no funciona com hauria de funcionar."
Posem per exemple el cas d'un home el penis no té l'erecció que hauria de tenir, o una dona el sistema sexual no "funciona" en la quantitat que hauria i manifesta un baix desig sexual.
Sembla que hi ha "alguna cosa sexual" que no funciona. I que un psicòleg/metge ha d'"arreglar". En funció de a qui, la visió comença a ser diferent:
- Teràpies psicològiques centrades en el suposat "mal funcionament sexual"

- Teràpies farmacològiques.

En el primer cas, serà EL PSICÒLEG el que li ofereixi tot un seguit de tècniques de comprovada efectivitat que semblen funcionar molt bé. El problema llavors sembla estar resolt i la qüestió bastant fàcil. La sorpresa del psicòleg és que en moltes ocasions alguna cosa falla perquè la persona no avança en solucionar el seu problema, o la seva parella no està satisfeta tot i haver solucionat el suposat problema sexual, o el mateix pacient tampoc ho està, o torna a anar al terapeuta al cap d'un temps, o acudeix a un altre terapeuta per solucionar definitivament el seu problema.
Si acudim a un professional que pugui medicar com el METGE GENERAL que sol ser el que atén aquestes demandes ens pautarà alguna solució farmacològica amb ansiolítics, antidepressius (susceptibles d'ocasionar una addicció i un menor desig sexual a la llarga) o amb els famosos fàrmacs (Susceptible d'ocasionar nombrosos efectes secundaris així com donar-nos la sensació que "sense ella no sóc res")
Els errors en què pot caure un professional de la salut estan en les següents qüestions:
- Ens hem plantejat l'error de base amb el qual la persona ha arribat a consulta? És a dir, l'home de l'exemple anterior que no manté l'erecció està concebent les relacions sexuals des d'un punt de vista genitalitzades, desitja tenir una erecció més ferma i li hem ajudat a aconseguir-la, però aquest home segueix pensant disfuncionalment sobre la sexualitat?, Segueix creient que la satisfacció de les seves relacions depèn del seu penis?, Que ell és el responsable que la relació vagi "bé"?, Que perquè les coses siguin millors en el sexe tot és qüestió d'un penis ferm?, que la seva companya per fi té el que desitja (un penis en erecció per poder penetrar). Al cap ia la fi tot és sexe i penis. I a aquest error ha pogut contribuir el psicòleg i el metge

- Ens hem plantejat que en donar-li al nostre pacient el que desitja, un penis més ferm, però no modificar aquelles qüestions relatives a la forma errònia des de la qual observa les relacions sexuals (si no tingués aquesta concepció errònia no tindria el problema), és molt probable que torni a manifestar aquest mateix problema o un altre similar dins de les patologies sexuals? És fàcil que el nostre home pateixi de nou un problema d'erecció en començar una relació sexual, si per exemple canvia de parella?

- Hem observat la seva "necessitat d'aprovació" ("necessito que la meva parella pensi bé de la meva"?) I com aquesta forma de pensar és molt probable que la manifesti en altres àmbits de la seva vida? Perquè si no modifiquem aquesta tendència general, els exercicis de "Focalització Sensorial" només hauran estat un pegat al seu problema (encara que el pacient es quedi satisfet només serà una cosa temporal)

- I si nosaltres els psicòlegs veiem aquesta tendència a necessitar l'aprovació dels altres: el pacient la coneix i la reconeix? Sap canviar-la?

- Hem reconciliat el llenguatge masculí amb el femení? Perquè és diferent, i segurament ho serà sempre. Com l'home expressa l'eròtica i com expressa l'home l'afectivitat, pot ser diferent a com ho expressa la dona, i cap enfocament és millor que l'altre, només és qüestió d'entendre, no podem esperar que l'altre sigui com jo. El nostre home de l'exemple és fàcil que pensi sobre com afecta el seu problema a la seva companya ("pensarà que sóc poc home, un impotent"), però és clar que no té raó, que no coneix la forma de pensar de la seva dona, la qual segurament no estigui tan preocupada per la fermesa de l'erecció del seu marit com per qüestions del tipus per què intenta penetrar tan ràpid?, per què m'evita?, què el passarà? per què s'enfada tant ? ". Li preocuparà veure frustrat i ansiós en les relacions sexuals que tenen. La dona està veient una part emocional a l'assumpte, l'home no de la mateixa manera.

- S'estan tenint en compte les emocions de la dona? La dona del nostre home se sentirà al millor poc desitjada per ell, i això al seu torn deteriora encara més la relació de parella. La dona no és només una part més dels nostres exercicis de Focalització Sensorial, no només és l'ajuda que necessitem per dur a terme uns exercicis. L'estem tenint en compte?

- Veiem com es desdibuixen les fronteres entre la teràpia sexual i de parella, les fronteres entre la teràpia de parella i la individual? Les coses són més complexes del que sembla. Tot està massa entrellaçat per establir límits clars.

## Història
Els investigadors William Màsters i Virginia Johnson són considerats els pares de la teràpia sexual. La seva aportació es deriva del seu estudi en viu i directe de coits, alguna cosa inusitat, de manera que van destruir molts mites (que fins i tot metges i els seus textos tenien) respecte al tema tabú que havia estat fins llavors. Agregar molts coneixements de fisiologia de l'acte sexual i de tractament.
Posteriorment Shere Hite va contribuir amb observacions i estudis que incloïen el paper dels significats personals (cognició, emoció,  actituds) i culturals (estereotips, expectatives).